# Supergravitation
Supergravitation är en typ av kvantfältteori där man vill knyta ihop supersymmetri och den allmänna relativitetsteorin till en modell med punktpartiklar som liknar standardmodellen. I supergravitationsteorier finns precis som i supersträngteorierna gravitoner som inte har någon massa och spinn 2. Supersymmetrin kräver också dess supersymmetriska partner (spartikel), gravitinon.

## Historia
Supergravitation var som mest aktuell i slutet på 1970-talet och början på 1980-talet. Man försökte då med hjälp av starka symmetrier finna en punktpartikelteori som förenade tyngdkraften och kvantmekaniken och genom symmetrin få bort alla obekväma kvantfluktuationer. Från början var supergravitationen en fyrdimensionell teori men alla försök att sammansätta den allmänna relativitetsteorin och kvantmekanik misslyckades. Själva arbetet var inte förgäves utan hjälpte ändå till att utveckla de senare komna supersträngteorierna.
Eugene Cremmer, Bernard Julia och Scherk fann år 1978 att de supergravitationsteorier som innefattade fler än fyra dimensioner visade en större framgång. Särskilt tio eller elva dimensioner fungerade bäst, där elva var det största antal dimensioner som var möjliga. De extra dimensionerna utöver de fyra rullades ihop enligt traditionell Kaluza–Klein-teori.
Supergravitation kallas även för SUGRA.
mSUGRA = minimal supergravitation
maxSUGRA = den maximala supergravitationen
Denna maximala supergravitation skapade en stor förväntan genom att vara en av de första tänkbara lösningarna till en teori om allt. 
Teorin går efter vissa grunder som är:
För att få en singelgraviton är 11 det högsta talet av antal dimensioner som är tänkbart. Detta påvisade Werner Nahm. Han påvisade även att det skulle leda till ett spinn större än 2 om det skulle finnas fler än 11 dimensioner. 
11 dimensioner är också det lägsta talet av antal dimensioner som skulle kunna innehålla Standardmodellens gaugegropar enligt Ed Witten.
Det är den enda 11-dimensionella teorin med lokal supersymmetri och som inte har några fält med spinn högre än två.

## Supergravitationens relation med strängteorin
Även om supergravitation beskriver punktpartiklar och strängteori strängar är dessa teorier tätt sammanhållna. Om man ser till förlopp med låga energier i strängteorin kan matematiken förenklas avsevärt genom att strängarna approximeras till punktpartiklar. Detta genom att krympa strängarnas längd till noll. Därigenom öppnar man upp för möjligheten att använda en kvantfältteori för punktpartiklar. Vid alltför höga energier eller för små avstånd fungerar inte metoden då det här är själva strängarnas utsträckning som löser konflikterna mellan allmän relativitetsteori och kvantmekaniken. Punktpartikelteorin blir här värdelös.
Det finns fyra olika typer av supergravitation som alla är punktpartikelapproximationer vid låga energier. Alla är tiodimensionella och tre av dem kan paras ihop med strängteori typ IIA, typ IIB och heterotisk-E. En kan kopplas till både typ I och heterotisk-O-strängteori och fungerar som en länk mellan dem. Först trodde man att elvadimensionell supergravitation endast var vacker matematik utan anknytning till strängteorins fysik. Detta efter att man upptäckt flera svårigheter med den elvadimensionella supergravitationen:
- Den typ av kompaktifiering av de extra dimensionerna som gav standardmodellen gick inte sammanfoga med supersymmetri och innehöll bland annat inga kvarkar.
- Det fanns svårigheter i att införliva en fermion som skulle motsvara neutrinopartikeln och som också skulle ha rätt sorts spinn (kiralitet).
- Den i stort sett nödvändiga kosmologiska konstanten i fyra dimensioner var alltför stor.
- Det uppstod problem vid kvantifiering av teorin som stod i konflikt med olika Gaugesymmetrier.

Den tiodimensionella supergravitationen är den som bäst införlivar strängteorin vid låga energier och en del av de ovan nämnda problemen skulle försvinna. Under första supersträngrevolutionen fann man att endast tre av de tiodimensionella supergravitationsteorierna hade symmetrier som fungerade riktigt bra. De tidigare funna anomaliteterna tog ut varandra för tiodimensionell supergravitation. Det som ändå talar för den elvadimensionella supergravitationen är att den är ensam i sitt slag, i den tiodimensionella finns 5 varianter. Dessutom kan man införliva gaugesymmetrier i andra tiodimensionella teorier idag med hjälp av så kallade D-bran.

## M-teorin och supergravitation
Edward Witten visade under andra supersträngsrevolutionen år 1995 att vid låga energier approximeras den elvadimensionella M-teorin med den elvadimensionella supergravitationen. Men eftersom M-teorin inte har några strängar utan membran så är det membran istället för strängar som minskar till storlek noll. På så sätt är supergravitationen också en del av M-teorin precis som de fem tiodimensionella strängteorierna.